# Dudașu
Dudașu – wieś w Rumunii, w okręgu Mehedinți, w gminie Șimian. W 2011 roku liczyła 1285 mieszkańców.